# فرودگاه کوریونگ
فرودگاه کوریونگ (به انگلیسی: Corryong Airport) یک فرودگاه همگانی با کد یاتا CYG است که یک باند فرود آسفالت دارد و طول باند آن ۱۴۰۱ متر است. این فرودگاه در کشور کانادا قرار دارد و در ارتفاع ۱۲۹ متری از سطح دریا واقع شده‌است.